# Ralf Heimann
Ralf Heimann (* 27. Februar 1977 in Rheine) ist ein deutscher Journalist und Autor.

## Leben
Aufgewachsen ist Ralf Heimann im westfälischen Bentlage, einem Ortsteil seiner Geburtsstadt Rheine. Dort machte er sein Abitur am Gymnasium Dionysianum. Ab 1997 studierte er an der Westfälischen Wilhelms-Universität Münster die Fächer Betriebswirtschaft, Politik, Philosophie und Volkswirtschaft. Sein Studium beendete er 2003 als Diplom-Volkswirt. Anschließend arbeitete er als freier Journalist. Von 2005 bis 2007 absolvierte er zudem ein Volontariat bei der Münsterschen Zeitung in Steinfurt und Münster sowie bei den Ruhr Nachrichten in Dortmund. Danach war er als Wirtschaftsredakteur und Blattmacher für die Münstersche Zeitung tätig. Seit 2014 hat er als freier Autor unter anderem für den Stern, Spiegel Online und das SZ-Magazin gearbeitet. Er ist einer von fünf Autoren von Deutschlands ältestem Medienblog Altpapier. Bis 2017 schrieb er eine Kolumne bei Bildblog.
Bekannt wurde Ralf Heimann durch ein Internetphänomen um einen umgestürzten Blumenkübel im Münsterland. Zusammen mit Jörg Homering-Elsner, dem Betreiber der Facebook-Seite Perlen des Lokaljournalismus, veröffentlichte er drei Bücher mit Stilblüten und lustigen Fehltritten aus deutschsprachigen (Lokal-)Zeitungen, die Spiegel-Bestseller waren. Das Medium Magazin wählte Heimann 2014 in der Kategorie Reporter Regional unter die zehn Journalisten des Jahres, im Jahr 2015 in der Kategorie Unterhaltung ebenfalls unter die besten zehn. Im Jahr 2020 wurde er in der Kategorie Chefredakteur regional Dritter. Im Jahr 2022 stand er auf der Liste der acht besten Digital-Chefredakteurinnen und Chefredakteure des Magazins "Kress".
Seit März 2020 ist er Chefredakteur des digitalen lokal-journalistischen Projektes RUMS – Neuer Journalismus für Münster.

## Auszeichnungen
- Netzwende-Award 2020, mit dem lokaljournalistischen Projekt RUMS – Neuer Journalismus für Münster.[6]

## Bibliographie
- Die tote Kuh kommt morgen rein: Ein Reporter muss aufs Land. Fischer Scherz, Frankfurt am Main, 2013, ISBN 978-3-651-00056-8.
- mit Jörg Homering-Elsner: Lepra-Gruppe hat sich aufgelöst: Perlen des Lokaljournalismus. Heyne Verlag, München, 2015, ISBN 978-3-453-60362-2.
- mit Jörg Homering-Elsner: Bauchchirurg schneidet hervorragend ab: Perlen des Lokaljournalismus. Heyne Verlag, München, 2016, ISBN 978-3-453-60409-4.
- mit Jörg Homering-Elsner: Zentralfriedhof wie ausgestorben: Perlen des Lokaljournalismus. Heyne Verlag, München, 2018, ISBN 978-3453604827.
- mit Jörg Homering-Elsner: Das Erdgeschoss ist im 3. Stock: Perlen aus der Schilderwelt. Heyne Verlag, München, 2019, ISBN 978-3453605039.
- Von Süßigkeiten bekommt man Karisma: O-Töne aus dem Kinderzimmer. Blanvalet Verlag, München, 2016, ISBN 978-3-734-10280-6.
- Gefühlte Wahrheit: Unser Leben in unterhaltsamen Diagrammen. Prestel Verlag, München, 2016, ISBN 978-3-791-38246-3.
- mit Daniel Wichmann: Hier ist alles Banane – Erich Honeckers geheime Tagebücher 1994 – 2015. Ullstein Verlag, Berlin, 2016, ISBN 978-3-864-93040-9.